# Chất độc hóa - sinh
Chất độc hóa - sinh (hay chất độc sinh - hóa) là chất độc mang bản chất hóa học nhưng có nguồn gốc sinh học và được điều chế bằng công nghệ sinh học.

## Lịch sử
Từ thế kỷ 4 TCN, người Ấn Độ đã dùng cây tương tư tử và các cây có độc khác đốt tạo khói để chống lại kẻ thù. Năm 1483, người Maroc lấy chất độc từ đầu một loài chim, người Anh Điêng châu Mĩ lấy chất độc ở da một loại ếch, tẩm vào đầu mũi tên để chống lại người Tây Ban Nha.
Trước và trong Chiến tranh thế giới thứ 2, một số nước bắt đầu tiến hành nghiên cứu độc tố của chất độc hóa - sinh đồng thời với nghiên cứu vũ khí sinh học: Liên Xô năm 1930, Anh, Mĩ năm 1940-1941. Trong Chiến tranh thế giới thứ 2, Anh và Mĩ đã sản xuất 1.700 kg độc tố vừng độc ricinus commumis (kí hiệu WA); Mĩ còn bí mật tàng trữ loại độc tố sản xuất từ rong biển (kí hiệu T2), nghiên cứu độc tố vi khuẩn (kí hiệu AX) và trong thập niên 60, 70 của thế kỷ 20, tiến hành nghiên cứu, thử nghiệm trên cơ thể người chất độc tâm thần LSD-25.
Từ những năm cuối thế kỷ 20, sự phát triển của công nghệ sinh học, mà chủ yếu là kĩ thuật gen, kĩ thuật tế bào và kĩ thuật lên men... đã làm xuất hiện nhiều khả năng cải tạo sinh vật độc và tổng hợp độc tố trên quy mô công nghiệp.

## Phân loại

### Theo nguồn gốc[1]
- Nhóm chất độc được tổng hợp từ vi sinh vật (gồm các chất: độc tố thịt A, tetamustoxin, độc tố vi khuẩn quả nho B…)
- Nhóm chất độc được tổng hợp từ động vật (gồm các chất: palitoxin, độc tố da ếch, độc tố rắn hổ mang, độc tố trai, sò…)
- Nhóm chất độc được tổng hợp từ thực vật (gồm các chất: độc tố vừng, độc tố đơn bào T2, convallatoxin…).

### Theo tác hại[1]
- Nhóm chất độc gây chết người
- Nhóm gây bệnh tâm thần.

## Cơ chế xâm nhập
Chất độc hóa - sinh xâm nhập vào cơ thể sống qua đường hô hấp, da và đường tiêu hóa khi tiếp xúc trực tiếp hoặc qua tiếp xúc với các vật dụng bị nhiễm. Chất này mang bản chất hóa học, vì vậy chỉ gây hại cho người bị nhiễm, không lây truyền rộng tạo thành dịch như vũ khí sinh học. Độc tính của chất độc hóa - sinh rất cao, gấp hàng chục lần so với các chất độc thần kinh hiện có.

## Cách đề phòng
Chất độc hóa - sinh được đề phòng bằng cách sử dụng các loại khí tài phòng da, phòng hô hấp loại hiện đại và tiêm phòng vacxin. Khi bị nhiễm, phải sử dụng các loại thuốc giải độc để điều trị theo các triệu chứng nhiễm độc đối với từng loại chất độc. Cách giải độc: đối với da, sử dụng bao tiêu độc cá nhân; đối với vũ khí, trang bị, quần áo trang dụng, dùng các phương tiện chuyên dùng, theo các phương pháp tiêu độc áp dụng cho các nhóm chất độc hóa học.

## Công ước cấm phát triển
Công ước cấm phát triển, sản xuất, tàng trữ vũ khí vi trùng (sinh học), độc tố và tiêu hủy chúng (gọi tắt: Công ước Vũ khí Sinh học) đã có hiệu lực từ ngày 26 tháng 3 năm 1975. Nhưng do những hạn chế của công ước, đến nay khoảng 10 nước có thể sản xuất chất độc hóa - sinh, trong đó có Mĩ, Nga, Anh, Israel...

## Hiện tại
Hiện nay, một số tổ chức bị lợi dụng đang nghiên cứu tìm ra các chất siêu độc, có độ độc lớn hơn chất độc thần kinh cơ photpho hiện có hàng nghìn lần bằng 2 phương pháp:
- Phương pháp thứ nhất là ứng dụng kĩ thuật sinh học để cải tạo độc tố, tăng tính độc và tăng độ ổn định; trên cơ sở nghiên cứu thông tin về cấu trúc độc tố, phân lập gen ADN có độc tính cao, dùng kĩ thuật chiết ghép và DNA tái tổ hợp để tách và đưa độc tố có phân tử lượng cao thành độc tố phân tử lượng thấp với độc tính cao hơn.
- Phương pháp thứ hai là tăng độc tính bằng cách tăng khả năng thẩm thấu qua da; thực hiện bằng kĩ thuật đưa gen tạo tính thẩm thấu mạnh vào phân tử độc tố